# 布格韦德尔
布格韦德尔（德語：Burgwedel，發音：[bʊʁkˈveːdl̩] ⓘ）是德国下萨克森州汉诺威地区的城市，面积152.85平方千米，2023年12月31日人口为20,481人。